# 彼德拉斯布蘭卡斯峰

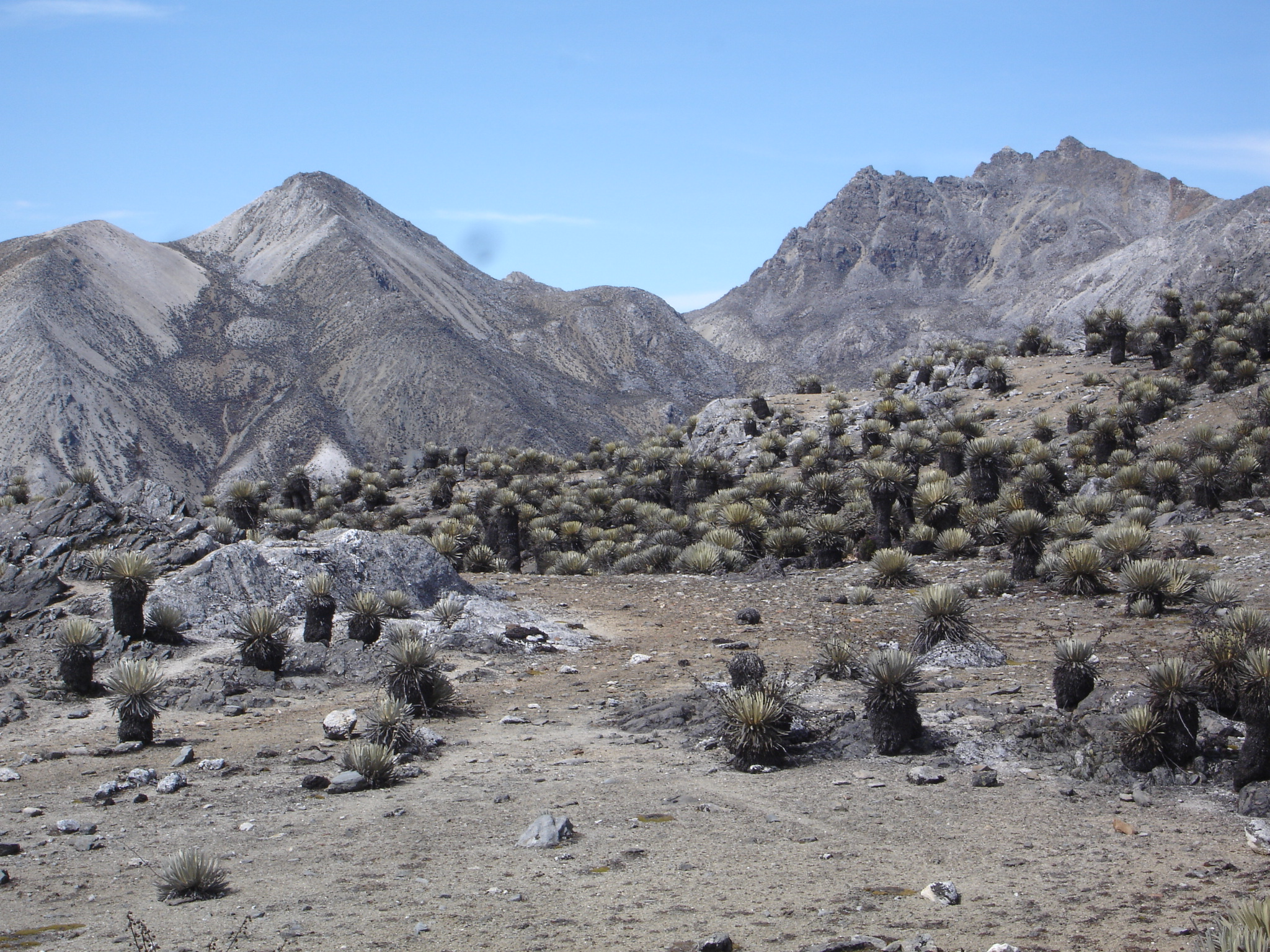

8°51′N 71°57′W / 8.850°N 71.950°W
米萨曼白石峰（西班牙語：Pico Piedras Blancas ó Misamán）又音译米萨曼・彼德拉斯・布蘭卡斯峰是委內瑞拉梅里達州庫拉塔山的主峰，處於梅里達市東北面35公里，海拔高度4,737米，是該國第五高山峰。